# Asa Griggs Candler

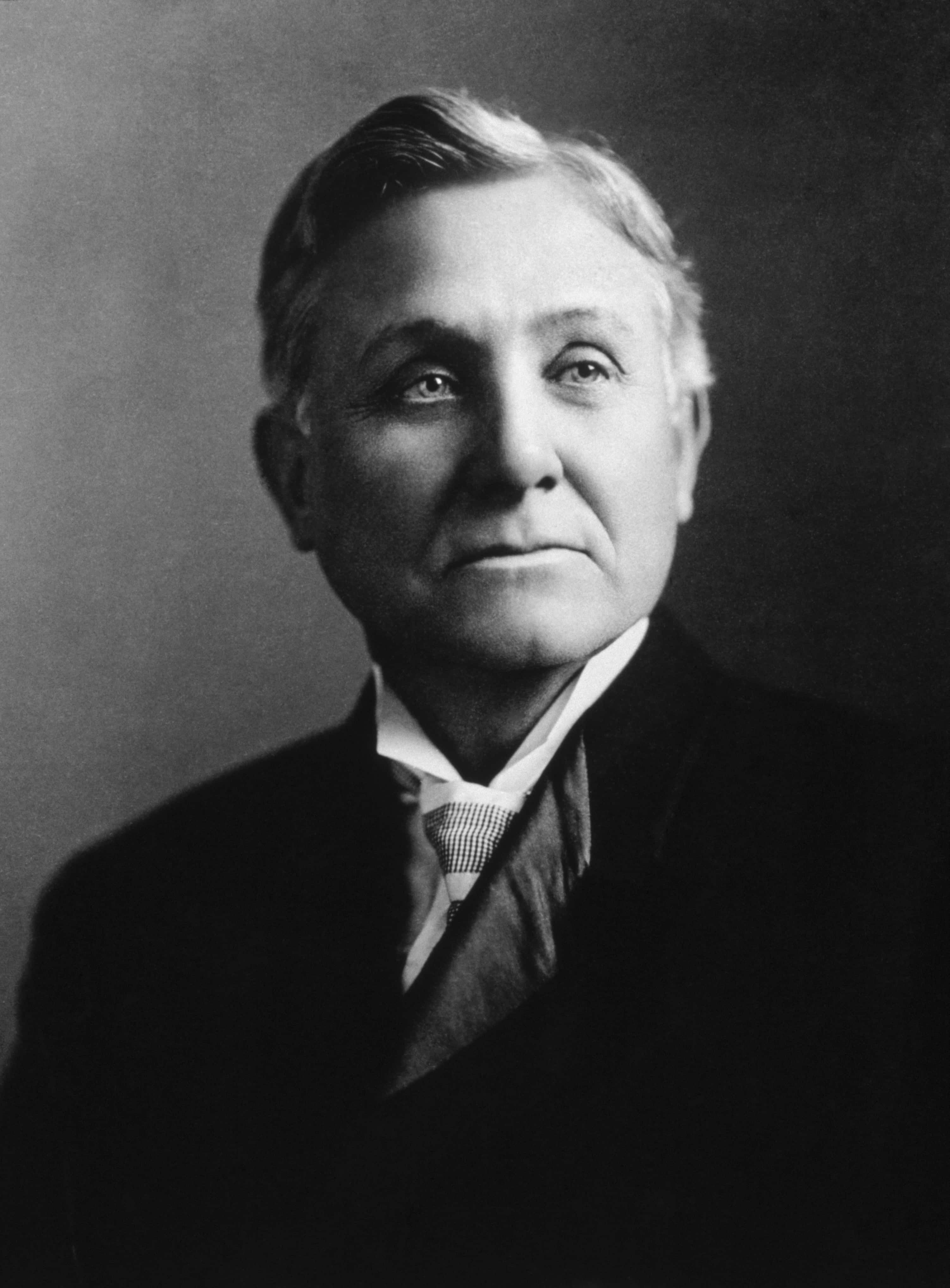
Asa Griggs Candler

Asa Griggs Candler, född 30 december 1851 i Villa Rica, Georgia, död 12 mars 1929 i Atlanta, Georgia, var en amerikansk bank- och industrimagnat och borgmästare i Atlanta 1917-1919.
Candler föddes som åttonde barnet till Samuel Candler som var affärsman, jordbrukare, slavägare och fredsdomare.
Candler köpte 1887 receptet på vad som skulle bli drycken Coca-Cola av apotekaren John Pemberton för 2300 dollar.
1906 lät Candler uppföra Atlantas då högsta byggnad, den 17 våningar höga Candler Building. Candler efterträdde 1917 James G. Woodward som borgmästare och efterträddes 1919 av James L. Key.